# Himlakropp

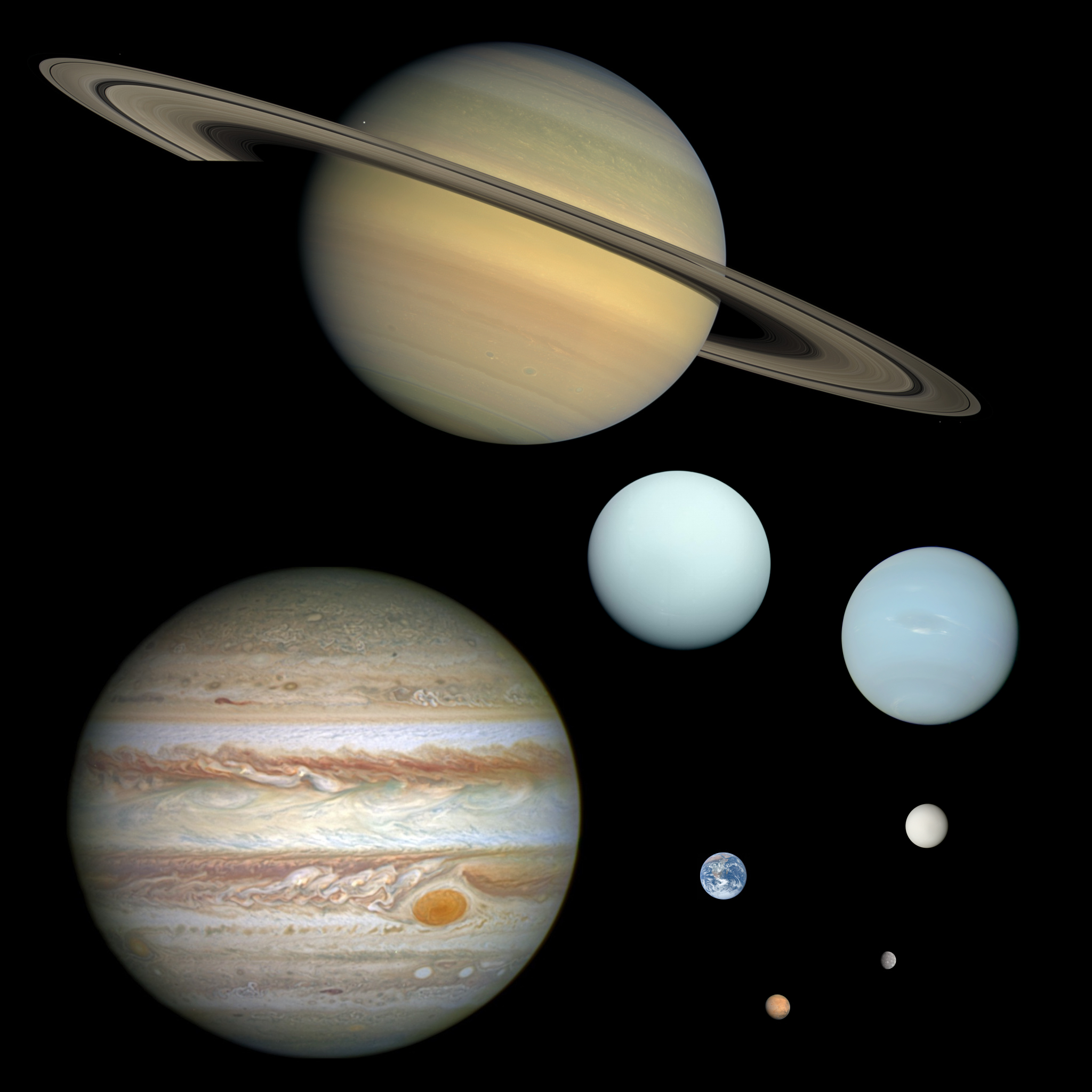
De Solplaneterna: Merkurius, Venus, Jorden, Mars, Jupiter, Saturnus, Uranus, Neptunus.

En himlakropp är ett naturligt föremål i rymden. Detta kan utgöras av en stjärna, planet (till exempel jorden), måne, asteroid eller komet.
Ett astronomiskt objekt kan vara en enskild himlakropp, en grupp eller struktur av himlakroppar; detta kan motsvara en stjärnhop, nebulosa, galax eller galaxhop. Även en grupp av himlakroppar som är skenbart närliggande på stjärnhimlen, som en stjärnbild, asterism eller optisk dubbelstjärna, kan räknas som ett astronomiskt objekt.
Himlakropparnas rörelse beskrivs genom celest mekanik.
Astronomiska objekt som föreslagits existera kallas hypotetiska. Några hypotetiska himlakroppar som aldrig har påvisats är planeten Vulkan och Venusmånen Neith.
Vissa himlakroppar, som Pluto och Ceres, har visat sig ha helt annan natur än man förväntade sig när de upptäcktes.

## Lista över astronomiska objekt
| Solsystemet | Interstellära objekt | Interstellära objekt | Interstellära objekt |
| Solsystemet | Enkla objekt | Sammansatta objekt | Glesa objekt |
| --- | --- | --- | --- |
| - Solen - Planetsystem - Planeter - Merkurius - Venus - Jorden - Månen - Mars - månar - Jupiter - månar - Saturnus - månar - Uranus - månar - Neptunus - månar - Dvärgplaneter - Pluto - månar - Eris - Dysnomia - Ceres - Makemake - Haumea - månar - Asteroider - Vulkanoider - Apohele-asteroid - Jordstrykare - Arjuna-asteroider - Aten-asteroider - Apollo-asteroider - Amor-asteroider - Marsstrykare - Asteroidbältet - Hungaria-asteroider - Phocaea-asteroider - Nysa-asteroider - Alinda-asteroider - Hilda-asteroider - Pallas-asteroider - Maria-asteroider - Koronis-asteroider - Eos-asteroider - Themis-asteroider - Griqua-asteroider - Cybele-asteroider - Thule-asteroider - Vesta-asteroider - Trojansk asteroid - Damokloider - Centaurer - Transneptunskt objekt - Kuiperbältet - Plutinoer - Cubewanoer - Twotinoer - Scattered-disc-objekt - Sedna - Kometer - Oorts kometmoln - Meteoroider - Meteorer - Meteorregn | - Exoplaneter - Heta Jupiters - Excentriska Jupiters - Pulsarplaneter - Heta Neptunusar / Super-Jordar - Passageplaneter - Fri planet - Hypotetiska planettyper - Ktoniska planeter - Oceanplaneter - Trojanplaneter - Bruna dvärgar - L-typ-stjärna - T-typ-stjärna - Stjärnor per spektraltyp - Stjärnor per stjärnors utveckling - Protostjärna - Yngre stjärnobjekt - Subdvärg - Huvudseriestjärna - Underjätte - Jättestjärna - Röd jätte - Asymptotisk jätte - Ljusstark jätte - Superjätte - Hyperjätte - Pekuljära stjärnor - Kolstjärna - S-typ-stjärna - Skalstjärna - Wolf-Rayet-stjärna - Am-stjärna - Ap-stjärna - Barium-stjärna - Be-stjärna - Blue straggler - Stjärnor per stjärnpopulation - Population-III-stjärna - Population-II-stjärna - Population-I-stjärna - Variabel stjärna - Roterande variabel - Alfa2 Canum Venaticorum-variabel - BY Draconis-variabel - Ellipsoidisk variabel - FK Comae Berenices-variabel - Förmörkelsvariabel - Algolvariabel - Beta Lyrae-variabel - Planetpassage-variabel - W Ursae Majoris-variabel - Pulserande variabel - 53 Persei-variabel - Alfa Cygni-variabel - AV Arietis-variabel - BX Circini-variabel - Cepheidvariabel - BL Bootis-variabel - BL Herculis-variabel - Klassisk cepheid - W Virginis-variabel - Delta Scuti-variabel - Gamma Doradus-variabel - Halvregelbunden variabel - Miravariabel - Pulserande blå subdvärg - DW Lyncis-variabel - V361 Hydrae-variabel - V1093 Herculis-variabel - Pulserande vit dvärg - GW Virginis-variabel - V777 Herculis-variabel - ZZ Ceti-variabel - PV Telescopii-variabel - RR-Lyrae-variabel - RV Tauri-variabel - Snabbt pulserande Ap-stjärna - SX Phoenicis-variabel - XX Virginis-variabel - ZZ Leporis-variabel - Eruptiv variabel - Be-stjärna - Flarestjärna - FS Canis Majoris-variabel - Lysande blå variabel - Orion-variabel - Beta Cephei-variabel - FU Orionis-variabel - Herbig-Ae/Be-stjärna - T Tauri-stjärna - YY Orionis-variabel - RCB-variabel - RS Canum Venaticorum-variabel - Wolf–Rayet-stjärna - Kataklysmisk variabel - AM Canum Venaticorum-variabel - AM Herculis-variabel - DQ Herculis-variabel - Dvärgnova - SS Cygni-variabel - SU Ursae Majoris-variabel - Z Camelopardalis-variabel - Hypernova - Nova - Rekurrent nova - Luminiös röd nova - Supernova - Typ-I-supernova - Typ-II-supernova - Symbiotisk stjärna - UX Ursae Majoris-variabel - V Sagittae-variabel - VY Sculptoris-variabel - Andra typer av variabel - Blazar - Irreguljär variabel - Röntgen-variabel - SX Arietis-variabel - Hypotetiska: - Kollapsar - Kompakta stjärnobjekt - Vit dvärg - Svart dvärg - Neutronstjärna - Magnetar - Pulsar - Svart hål - Gammablixt-källor - Hypotetiska - Kvarkstjärna - Preonstjärna | - Planetsystem - Stjärnsystem - Enstjärnesystem - Solsystem - Multipelstjärna - Dubbelstjärna - Optisk dubbelstjärna - Visuell dubbelstjärna - Astrometrisk dubbelstjärna - Spektroskopisk dubbelstjärna - Förmörkelsevariabel - Röntgenbinär - Röntgenblixt - Stjärngrupperingar - Stjärnhop - Stjärnassociation - Öppen stjärnhop - Klotformig stjärnhop - Hyperkompakt stjärnsystem - Stjärnbilder - Asterismer - Galaxer - Galaxer per morfologi - Spiralgalax - Stavspiralgalax - Lentikulär galax - Elliptisk galax - Ringgalax - Oregelbunden galax - Galaxer per storlek - Ljusaste hopgalax - Jätteellipsgalax - Dvärggalax - Aktiv galax - Kvasar - Blazar - Radiogalax - Seyfertgalax - Starburst-galax - Mörk galax - Galaxgrupper - Galaxhopar - Superhopar - Galaxfilament / Tomrum | - Cirkumstellär materia - Fragmentskiva - Interplanetariskt medium - Protoplanetarisk skiva - Interstellära mediet - Interstellärt moln - Nebulosa - Emissionsnebulosa - Planetarisk nebulosa - Supernovarest - Plerion - H II-region - Reflektionsnebulosa - Mörk nebulosa - Molekylmoln - Bok-globul - Protoplanetarisk skiva - H I-region - Intergalaktiskt medium - Kosmisk bakgrundsstrålning - Mörk materia - MACHO - Hypotetiska - Kosmisk sträng - Domänvägg |